# Desperdicios
Pour les articles homonymes, voir Domínguez.
Manuel Domínguez dit « Desperdicios », est un matador espagnol, né le 27 février 1816 à Gelves (Espagne, province de Séville), mort à Séville (Espagne) le 6 avril 1886.

## Présentation
« Desperdicios »  a exercé divers métiers tout en toréant, notamment en tant que peone dans la cuadrilla de  Leoncillo, en 1834, puis celle de Manuel Lucas Blanco en 1835.
On connait mal sa biographie, notamment le lieu et les conditions de sa première alternative, en 1836.
Il est souvent cité comme torero médiocre, voir mineur, mais courageux. Son grand morceau de bravoure étant l'estocade a recibir qu'il réussissait parfaitement, ainsi que ses passes de capes. Paul Casanova et Pierre Dupuy le créditent notamment de l'invention du farol qu'il a exécuté pour la première fois à Madrid le 13 mai 1855.
Sa carrière est un peu chaotique puisqu'aussitôt après son alternative en 1836, il disparaît en Amérique du Sud où il reste pendant seize ans, sans que l'on puisse retracer sa carrière tauromachique. Il semble qu'il y mène une vie aventureuse. De retour en Espagne, il est surtout apprécié par le public andalou qui lui reconnaît de la bravoure et un grand sens de l'honneur. 
Il a été le parrain d'alternative de Bocanegra et de José María Ponce
Son apodo « Desperdicios » (« Déchets ») lui aurait été donné lorsque Pedro Romero, le voyant à l'École de Tauromachie de Séville dont il était directeur, aurait déclaré : ese muchacho no tiene desperdicio (« ce gamin ne fait aucun déchet »). Mais il existe une autre version de l'origine de ce surnom : le 1er juin 1857, au Puerto de Santa María, le taureau Barrabás l'encorna, lui arrachant l'œil droit. Il aurait alors déclaré, parlant des restes de son œil : « ce ne sont que des déchets ».

## Carrière
- Débuts en peone en 1834 dans la cuadrilla de Leoncillo
- Alternative à (?), Andalousie,  en 1836
- Confirmation d’alternative à  Madrid le 10 octobre 1853 ; parrain « El Salamanquíno » ; taureau Balleno de l'élevage de Vicente Martínez.